# 29. december
29. december je 363. dan leta (364. v prestopnih letih) v gregorijanskem koledarju. Ostajata še 2 dneva.

## Dogodki
- 1890 – ameriška vojska ob Potoku ranjenega kolena pobije več kot 400 neoboroženih Indijancev
- 1940 – Luftwaffe silovito napade londonski City
- 1943:
  - RAF bombandira Berlin
  - delovati začne partizanska bolnišnica Pavla
- 1949 – v Solinu pri Splitu izvoljen prvi delavski svet v Jugoslaviji
- 1972 – prometu so predali prvo slovensko štiripasovno avtocesto, od Vrhnike do Postojne
- 1989 – Václav Havel postane prvi postkomunistični predsednik Češkoslovaške
- 2007 – krstna uprizoritev prve drame Nejca Gazvode Gugalnica v režiji Janeza Lapajne v Ljubljani
- 2013 – v samomorilskem bombnem napadu na železniško postajo in trolejbus v Volgogradu umre 32 ljudi 85 je ranjenih
- 2014 – konča se dramatično reševanje preživelih iz grškega trajekta Norman Atlantic, na katerem je na poti med grško Patraso in italijansko Ancono izbruhnil požar, rešenih je bilo 427 ljudi več kot 10 ljudi naj bi v požaru umrlo

## Rojstva
- 1019 – Mundžong, 11. korejski kralj dinastije Gorjeo († 1083)
- 1721 – Madame de Pompadour, francoska kurtizana, mecenka († 1764)
- 1788 – 
  - Christian Jürgensen Thomsen, danski arheolog († 1865)
  - Tomás de Zumalacárregui y de Imaz, španski general († 1835)
- 1800 – Charles Goodyear, ameriški izumitelj († 1860)
- 1808 – Andrew Johnson, ameriški predsednik († 1875)
- 1836 – Georg August Schweinfurth, nemški botanik, popotnik († 1925)
- 1861 – Anton Števanec, slovenski ljudski učitelj in nabožni pisatelj na Madžarskem († 1921)
- 1873 – Ovid Densusianu, romunski folklorist, jezikoslovec, pesnik († 1938)
- 1876 – Pablo Casals, katalonski (španski) dirigent, skladatelj, violončelist († 1973)
- 1947 – Ted Danson, ameriški filmski igralec

## Smrti
- 1170 – Sveti Tomaž Becket, canterburyjski nadškof, mučenec in svetnik (* 1118)
- 1202 – Igor Svjatoslavič, černigovski princ (* 1151)
- 1380 – Elizabeta Poljska, ogrska kraljica (* 1305)
- 1661 – Antoine Girard de Saint-Amant, francoski pesnik (* 1594)
- 1689 – Thomas Sydenham, angleški zdravnik (* 1624)
- 1703 – Mustafa II., sultan Osmanskega cesarstva (* 1664)
- 1825 – Jacques-Louis David, francoski slikar (* 1748)
- 1891 – Leopold Kronecker, nemški matematik, logik (* 1823)
- 1905 – Charles Tyson Yerkes, ameriški poslovnež (* 1837)
- 1919 – sir William Osler, kanadski zdravnik (* 1849)
- 1926 – Rainer Maria Rilke, avstrijski pesnik (* 1875)
- 1929 – Wilhelm Maybach, nemški inženir, industrialec (* 1846)
- 1937 – Don Marquis, ameriški pisatelj, pesnik, novinar (* 1878)
- 1941 – Tullio Levi-Civita, italijanski matematik (* 1873)
- 1964 – Ivan Grafenauer, slovenski literarni zgodovinar (* 1880)
- 1981 – Miroslav Krleža, hrvaški pisatelj, pesnik, dramatik (* 1893)
- 1986 – Andrej Arsenjevič Tarkovski, ruski filmski režiser (* 1932)
- 2005 – Jožef Kvas, ljubljanski pomožni škof (* 1919)
- 2022 – Pelé, brazilski nogometaš (* 1940)
- 2024 – Jimmy Carter, ameriški politik (* 1924)